# Chiến tranh Việt – Xiêm (1718)
Chiến tranh Việt – Xiêm (1718) là cuộc tấn công của quân Ayutthaya vào Hà Tiên, phần lãnh thổ Đàng Trong (thuộc nước Đại Việt, tức Việt Nam ngày nay) dưới thời chúa Nguyễn Phúc Chu, ở đầu thế kỷ 18.

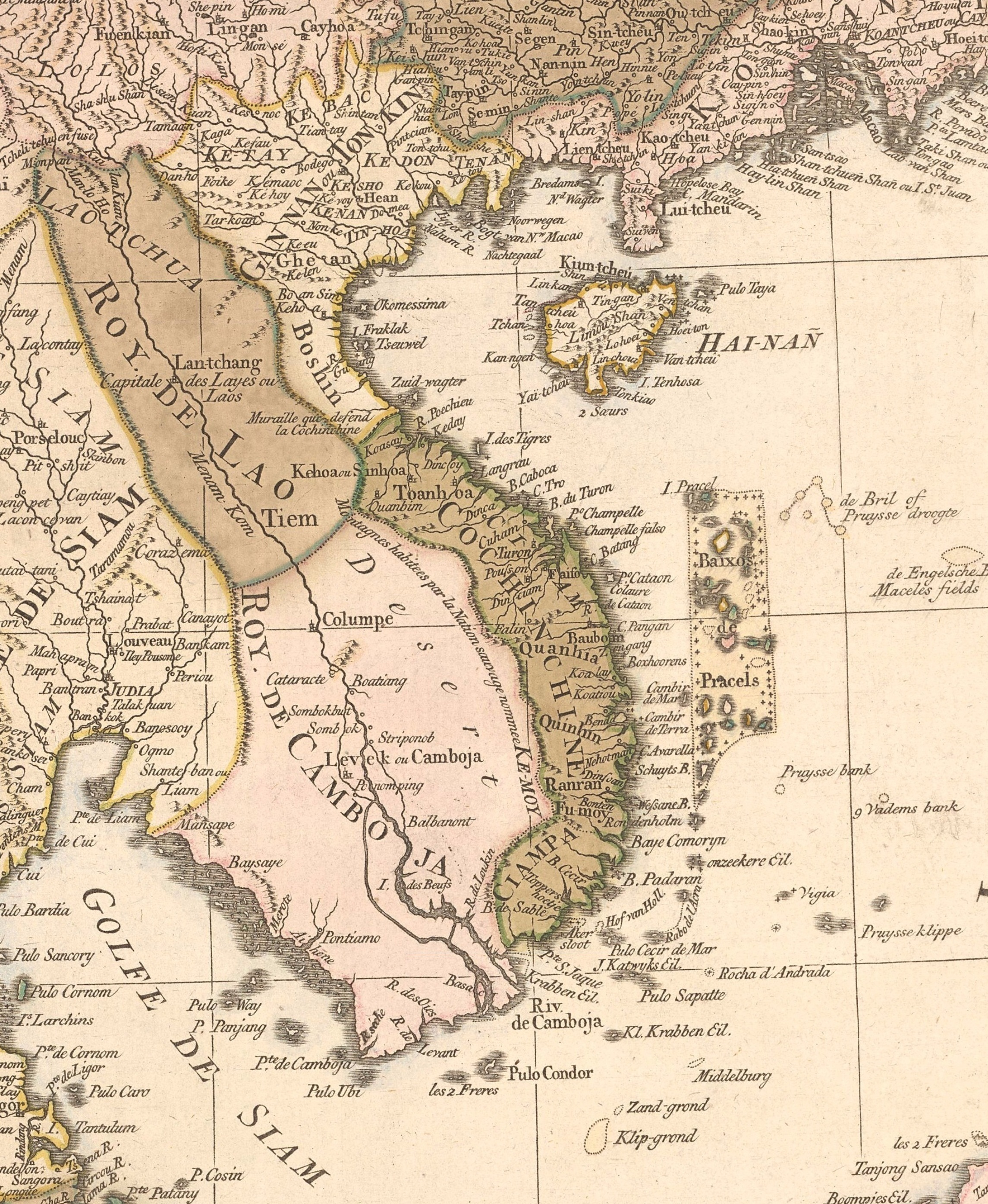
Bán đảo Đông Dương năm 1760.

## Hoàn cảnh và nguyên nhân
Tới đầu thế kỷ 18, sau khi tiêu diệt nước Chiêm Thành, vùng đất Đàng Trong do chúa Nguyễn cai quản tiếp tục được mở rộng vào tới Thủy Chân Lạp (Nam Bộ hiện nay). Chúa Nguyễn tiếp tục gây ảnh hưởng sang vùng Lục Chân Lạp phía Tây, trong khi Ayutthaya, nước láng giềng cận kề phía Tây Chân Lạp cũng đang muốn gây ảnh hưởng tại đây.
Bản thân nước Chân Lạp cũng trong tình trạng loạn lạc vì tranh chấp nội bộ. Từ năm 1700, tướng Nguyễn Hữu Cảnh đã theo lệnh chúa Nguyễn đi kinh lý đất Phiên An và dẹp loạn ở Chân Lạp. Sau đó, chúa Nguyễn đưa một hoàng tử Chân Lạp là Nặc Yêm lên làm vua Chân Lạp (thực chất chỉ quản lý phần phía Đông). Một hoàng thân khác là Nặc Thu cũng xưng vương và quản lý phần phía Tây Chân Lạp. Hai thế lực liên tục gây chiến để tìm cách giành quyền quản lý toàn đất nước.
Sách Gia Định thành thông chí chép:
Năm Giáp Ngọ (1714), Nặc Ong Thâm cử binh đánh Yêm, Yêm xin viện binh ở thành Gia Định. Quân ta (quân Việt) điều bọn Côn Bút tiến đánh Nặc Ong Thâm ở thành La Vách (La Bích, Lovek), vây hãm 3 tháng, Thâm cùng người em là Tân (Nặc Ông Tôn) bỏ chạy qua Xiêm, rồi Yêm được lập làm vua.
Mùa đông năm Ất Mùi (1715), vua Xiêm sai bọn Phi nhã Bồ Diệt đem 1500 quân đưa Thâm về Cao Miên xin giảng hòa. Yêm không chịu, đem quân chống lại ở phủ Tầm Bôn.
Mùa xuân năm Bính Thân (1716), bọn Bồ Diệt kéo nhau về Xiêm, Thâm xin vua Xiêm sai em của y là Tân (Tôn) về trước để chiêu tập binh 2 phủ Tầm Bôn và Vô Lật. Yêm dò biết bèn cùng với quân ta tiến đánh tên Tân ở phủ Vô Lật; vua Yêm bắn trúng vai của Tân. Tân chạy về núi Sư Sinh dưỡng bệnh.
Mùa đông năm Đinh Dậu (1717), Phi nhã Chất Tri ở Xiêm đem 10.000 quân bộ đến đồn trú ở Tầm Bôn.
Vì chúa Nguyễn cho quân sang Chân Lạp trợ giúp cho Nặc Ông Yêm (Ang Em), và cũng để cướp phá trấn lỵ giàu có này, Ayutthaya đã điều quân tấn công vào Hà Tiên để trả đũa.
Kết cuộc, theo sử gia Phạm Văn Sơn thì mặc dù Tổng binh trấn Hà Tiên là Mạc Cửu chống lại rất giỏi nhưng vì không có thành lũy nên không cầm cự được lâu dài. Quân Tiêm (Xiêm) vào đây cướp phá rất hại nhưng ít bữa sau hạm đội của họ bị bão đánh tan, họ đành phải triệt thoái..

## Hà Tiên bị tấn công
Cũng theo sách Gia Định thành thông chí, thì:
Tháng 2 năm Mậu Tuất (1718), Phi nhã Cù Sa đem 5.000 thủy binh hợp đồng với quân Thâm cướp đường kéo xuống Hà Tiên cướp phá. Mạc Thống binh (Mạc Cửu) không địch nổi phải tạm xuống Lũng Kỳ, gặp khi có cơn gió lớn thổi mạnh, thuyền bè của quân Xiêm bị chìm, người chết rất đông, Cù Sa bèn thu tàn quân trở về Xiêm La, chỉ còn Thâm thì chạy đến chỗ binh thứ của Tân ở thủ phủ Bô Bô. Khi ấy một mình Yêm chống với Thâm và lén sai sứ nạp lễ cống cho vua Xiêm. Quân của Chất Tri ở lâu mà không làm được gì, nhân đó mới đem bọn Thâm, Tân cùng về Xiêm La, từ đấy nơi biên cảnh mới yên tĩnh.
Sách Việt sử tân biên, Quyển 3, kể:
Năm 1715, mười lăm ngàn quân Tiêm La (Xiêm La) lại sang tỉnh Battambang (Tầm Bôn) giúp Nặc Ông Thâm (Thomo Racha) về tranh ngôi với cùng với Nặc Ông Yêm. Ông Yêm không chịu thỏa hiệp, và trước thế mạnh của quân Việt, quân Tiêm La đành rút về nước.
Năm sau (1716) họ lại sang với Nặc Ông Tôn (lãnh sứ mạng của Ông Thâm) về Chân Lạp xui dân nổi loạn. Nặc Năm, Ông Yêm cùng quân Việt liền chặn đánh quân Tiêm. Ông Tôn bị thương chạy trốn lên núi thuộc tỉnh Pursat chờ quân cứu viện của triều đình Băng Cốc. Vua Tiêm La nhất quyết đánh Chân Lạp cả hai mặt, vừa cho quân tiến về phía Đông, vừa tự mình dẫn 3.000 thủy quân đánh vào Hà Tiên. Tổng binh trấn Hà Tiên là Mạc Cửu chống lại rất giỏi nhưng vì không có thành lũy nên không cầm cự được lâu dài. Quân Tiêm vào đây cướp phá rất hại nhưng ít bữa sau hạm đội của họ bị bão đánh tan, họ đành phải triệt thoái..

## Công bố mới
Tác giả Lê Hương trong Sử Cao Miên (Sài Gòn, 1970, tr. 168) đã căn cứ vào cuốn A History of South-East Asia của D.G.E Hall) để viết rằng: 
Mạc Cửu xây một cái pháo đài ở Peam, tuyển mộ quân sĩ và thủy thủ. Có lần một hạm đội của Xiêm đến gần thị trấn định đổ bộ xuống giúp Thomo Réachéa, bị Mạc Cửu tiêu diệt gần hết.
Theo Trương Minh Đạt, tác giả sách Nghiên cứu Hà Tiên, thì trong nhiều sử Việt, chỉ thấy việc Mạc Cửu thua chạy mà thôi. Bởi ông là một thương gia, và trong thời gian lập trấn thị Hà Tiên, từ sau năm 1708 cho đến năm 1718, nếu ông có thành lập được quân đội, thì đó cũng chỉ là một đội quân non trẻ (tr. 407).
Cũng theo nhà nghiên cứu này, thì mặc dù cuốn A History of South-East Asia là một công trình nghiên cứu rất công phu, có chất lượng, song có một số niên đại lịch sử có liên quan đến đất Hà Tiên, theo ông, chưa được chính xác lắm. Nhất là năm Giáp Ngọ (1914) và Ất Vị (1715), không hề có trận Xiêm tấn công vào Hà Tiên như xưa nay đã ngộ nhận (tr. 409). Và thi sĩ Đông Hồ (trong sách Hà Tiên Mạc thị sử) cũng đã nhầm lẫn khi cho rằng quân Xiêm tấn công Mang Khảm (Hà Tiên) vào năm 1674, bắt ông Cửu và gia quyến sang Xiêm. Bởi khi đó Mạc Cửu còn ở Nam Vang, và năm 1674, ở Hà Tiên không xảy ra biến cố quan trọng. Mãi đến năm 1718, theo Gia Định thành thông chí (mục Lũng Kỳ Giang), thì mới xảy ra biến loạn như đã kể trên.